# Walter Opitz
Walter Opitz (* 14. Juni 1929 in Liebersdorf/Schlesien; † 2003 in Halle (Saale)) war ein deutscher Maler, Grafiker und Schriftkünstler.

## Leben
Opitz besuchte in Liebersdorf und Zerbst bis 1943 die Volksschule und absolvierte dann eine Lehre als Theatermaler in Dessau. Dort arbeitete er von 1947 bis 1952 als Plakatmaler. Ab 1952 war er als Grafikdesigner in Halle und Berlin tätig. Neben dem Beruf bildete er sich durch selbst finanziertes Privatstudium beim Universitätszeichenlehrer Otto Fischer-Lamberg weiter. Entscheidenden Einfluss auf sein künstlerisches Schaffen hatten Ulrich Knispel, Charles Crodel und Kurt Bunge. Seit Mitte der 1960er Jahre arbeitete Opitz freiberuflich als Gebrauchsgrafiker, Bühnenbildner und Szenograf beim Fernsehen der DDR in Berlin. Er unternahm erste Studienreisen in die Sowjetunion/Ukraine, Finnland, Österreich, Frankreich, Polen und Tschechien.
Seit 1971 war er an allen Bezirksausstellungen in Halle/Saale mit Malerei und Grafik beteiligt und ab 1972 mit Werken in der Kunstausstellung der DDR in Dresden vertreten. Ab 1973 schuf er erste Arbeiten in der Flachglasgestaltung. Er schuf weitere Kunstwerke aus Flachglas, unter anderem im Jahr 1976 für die Partnerstädte Linz (Österreich) und Oulu (Finnland), sowie für das Institut Geologische Erforschung und Erkundung Halle, wo 20 Glasbilder in ein Ensemble gestaltet wurden. Im Jahr 1975 reiste er im Rahmen einer Studienreise durch Georgien, Armenien und Aserbaidschan.
Im Jahr 1981 nahm er an einer Einzelausstellung in der Akademie der Wissenschaften in Halle/Saale teil. Im Jahr 1982 nahm er am Internationalen Plakatwettbewerb in Moskau teil, auf dem er mit einer Goldmedaille ausgezeichnet wurde.
Im Jahr 1984 unternahm er eine mehrwöchige Studienreise durch Turkmenien, Tadschikistan, Kirgisien und Kasachstan. Aus Mittelasien zurückgekehrt wurde er mit einer Werkschau in Berlin und Buna geehrt. Im Jahr 1987 reiste er für einen Arbeitsaufenthalt nach Riga und eröffnete dort eine Gemäldeausstellung. Im Jahr 1989 unternahm er eine Studienreise durch die Mongolei und im Jahr 1990 fand eine erste Werkschau in Österreich statt. Ab 1991 widmete er sich der Innengestaltung von Kirchen in Westeuropa und im Opernhaus Halle.
Opitz war von 1965 bis 1990 Mitglied des Verband Bildender Künstler der DDR.

## Werk
Opitz’ Kunst zeichnet sich durch eine große technische und künstlerische Vielfalt aus.
Stadtansichten, Naturausschnitte, Porträts, Menschengruppen und Akte gehören zu seinen Sujets. Sein Können als Grafiker, der mit schnellen Strichen die Architektur von Paris skizziert oder illusionistische Bühnenbilder entwirft muss als Teil seines Œuvres berücksichtigt werden. Sein Repertoire als Maler reicht über die Ölmalerei, das Aquarell, die Gouache bis hin zu Acryl- und Kreidearbeiten und ist stilistisch von großer Bandbreite. Man erkennt in den frühen Arbeiten „Odysseus“ oder „Kämpfende“ die Nähe zum frühen Picasso, der gerade das Archaische als unverbrauchte Inspirationsquelle entdeckt. Die meisten anderen Gemälde zeugen von einer Auseinandersetzung mit der Kunst des Symbolismus („Das Leben in blau“), insbesondere jedoch des Spätimpressionismus und Expressionismus und in einigen Fällen auch mit der Neuen Sachlichkeit („Maskenball-Schimären“). Während bei den Aktdarstellungen und Naturausschnitten der 1980er Jahre die verschiedenen Abstufungen von Naturtönen überwiegen, weisen seine Gemälde der 1990er Jahre eine größere malerische Freiheit auf. Auch wenn er nicht völlig abstrakt wird, verschwimmen doch die Konturen, vernachlässigt er die Linie, wenn es ihm um Atmosphärisches geht. Es entfaltet sich eine leuchtende Farbpracht in der Art von Nolde, Macke oder Feininger, wobei das Blau überwiegt.
Jenseits aller offizieller Vorgaben oder Moden hat er, gemäß seiner Empfindung, vor dem Gegenstand Farbe und Form frei gewählt, so wie es ihm angemessen schien. Das führt zu einer großen Vielfalt in seinem über vier Jahrzehnte lang entstandenen Gesamtwerk.
Das Kunstarchiv wird von seiner Witwe Brigitte Köster-Opitz bewahrt.

## Ausstellungen (Auswahl)
- 1961 Beteiligung an Kunstausstellung in Magdeburg
- 1963 Ausstellung in Berlin, Kunsthochschule
- 1971 Beteiligung Bezirkskunstausstellung in Halle/Saale Malerei und Graphik
- 1973 Ausstellung für Glasgestaltung in Baku, Kasachstan
- 1975 Beteiligung an der Kunstausstellung der DDR in Dresden
- 1976 Ausstellung und Auftrag für Glasgestaltung in Linz, Österreich
- 1979 Beteiligung Kunstausstellung am Berliner Fernsehturm
- 1980 Ausstellung und Auftrag für Glasgestaltung in Oulu, Finnland
- 1980 Einzelausstellung in der Akademie der Wissenschaften zu Halle/Saale
- 1984 Einzelausstellung: Kunst der Zeit, Leipzig
- 1985 Einzelausstellung mit Glasarbeiten in der Galerie am Hansering
- 1986 Werkausstellung in Leuna/Buna
- 1986 Beteiligung an Bühnenbildausstellung, Galerie am Hansering
- 1987 Beteiligung an Gemäldeausstellung, Riga Lettland
- 1988 Aquarelle, Schloss Merseburg, Merseburg
- 1990 Einzelausstellung in Neustadt an der Donau
- 1990/92 Beteiligung an Ausstellung im Wittauer-Haus
- 1994/98 Beteiligung an Ausstellung in der Gangolfkirche zu Hollfeld
- 2000 Einzelausstellung in der MLU, Halle
- 2005 Einzelausstellung in der Foyer-Galerie des Opernhauses Halle
- 2010 Einzelausstellung in Bernadellis Galerie zu Dessau
- 2011 Beteiligung an Ausstellung des Hallischen Kunstvereins
- 2014 Einzelausstellung: KOSTBARKEITEN, für OspeART im Rathaus Marzahn, Berlin